# L’Abergement-Sainte-Colombe
L’Abergement-Sainte-Colombe település Franciaországban, Saône-et-Loire megyében. Lakosainak száma 1235 fő (2022. január 1.). L’Abergement-Sainte-Colombe Guerfand, Lessard-en-Bresse, Montcoy, Saint-Christophe-en-Bresse, Saint-Martin-en-Bresse, Thurey és Tronchy községekkel határos.

## Népesség
A település népességének változása:
| Lakosok száma | 1182 | 1202 | 1234 | 1224 | 1237 | 1243 | 1241 | 1236 | 1235 |
|               | 2013 | 2015 | 2016 | 2017 | 2018 | 2019 | 2020 | 2021 | 2022 |